# Басили Эзосмодзгвари
Басили (Василий) Эзосмодзгвари (кон. XII — нач. XIII века) — грузинский «второй» историк, считается автором истории царствования Тамары (написана в 1210—1213 годах), занимал духовную должность, был одним из приближённых царицы. Труд Басили содержит сведения по истории Грузии конца XII — начала XIII веков.
Басили был «носителем креста» и занимал должность «эзосмодзгвари», т. e. эконома двора (управителя царского двора). Термин этот встречается в грузинских источниках довольно редко. «Эзосмодзгвари» ведал царским хозяйством: следил за приёмами и царским столом и т. д., соответствовал «назиру» его времени.
Ещё в 1913 году профессор И. А. Джавахишвили предположил, что эпоха Тамары должна была выдвинуть в Грузии многих бытописателей среди её современников. Однако практически все истории о жизни царицы утрачены. В 1923 году И. А. Джавахишвили, будучи председателем Грузинского историко-этнографического общества, обнаружил труд неизвестного до того историка, который назывался «Жизнь царицы цариц Тамар». Первая половина рукописи этой истории Тамар якобы датируется XVl—XVII веками, а другая — 1731 годом. Начало (41 л.) и вторая часть этого списка были переписаны в Москве в 1731 году Ераджем Чалашвили, и поэтому он вошёл в историографию под названием «списка Чалашвили».
По мнению авторитетных грузинских исследователей, «Жизнь царицы цариц Тамар» была написана её приближённым Басили Эзосмодзгвари. И это произведение с достаточной подробностью воссоздаёт быт рассматриваемой эпохи. Однако ряд историков не признают авторства Басили. Например, ещё в 1938 году филолог И. В. Абуладзе высказал предположение, что автором «Жизни царицы цариц Тамар» мог быть поэт Шота Руставели. Этой же точки зрения придерживается историк С. Н. Кабахидзе. В 1964 году К. Г. Григолия высказался по вопросу, заявив, что считает недостаточными аргументы в пользу Басили и считает автором некоего пока неустановленного современника царицы, знакомого с царским двором. В 1961 году И. А. Лолашвили выдвинул гипотезу о том, что Шота Руставели является автором «Истории и восхваления венценосцев», отрицая тем самым возможность написания им «Жизни царицы цариц Тамар».
Этим и ограничиваются попытки установления автора истории царицы Тамар, которая, однако, как на грузинском языке (дважды), так и в русском переводе издавалась под авторством именно Басили. Что касается датировки этого произведения, то среди исследователей в этом вопросе также существуют разногласия.

Автор является мастером слова, излагает историю легким, художественным языком. Он уделяет меньше внимания военным и политическим событиям, а больше концентрируется на придворной жизни. Также он даёт описание внешности царицы Тамары:
«Правильно сложенное тело, тёмный цвет глаз и розовая окраска белых ланит; застенчивый взгляд, манера царственно вольно метать взоры вокруг себя, приятный язык, весёлая и чуждая всякой развязности, услаждающая слух речь, чуждый всякой порочности разговор…».